# Chambéry (quận)
Quận  Chambéry là một quận của Pháp, nằm ở tỉnh Savoie,   in the Rhône-Alpes. Quận này có 22 tổng và  161 xã.

## Các đơn vị hành chính

### Các tổng
Các tổng của quận Chambéry là: 
1. Aix-les-Bains-Centre
2. Aix-les-Bains-Nord-Grésy
3. Aix-les-Bains-Sud
4. Albens
5. Chambéry-Est
6. Chambéry-Nord
7. Chambéry-Sud
8. Chambéry-Sud-Ouest
9. Chamoux-sur-Gelon
10. Le Châtelard
11. Cognin
12. Les Échelles
13. Montmélian
14. La Motte-Servolex
15. Le Pont-de-Beauvoisin
16. La Ravoire
17. La Rochette
18. Ruffieux
19. Saint-Alban-Leysse
20. Saint-Genix-sur-Guiers
21. Saint-Pierre-d'Albigny
22. Yenne

### Các xã
Các xã của quận Chambéry, và mã INSEE  là: 
| 1. Aiguebelette-le-Lac (73001)          | 2. Aillon-le-Jeune (73004)              | 3. Aillon-le-Vieux (73005)          | 4. Aix-les-Bains (73008)                   |
| 5. Albens (73010)                       | 6. Apremont (73017)                     | 7. Arbin (73018)                    | 8. Arith (73020)                           |
| 9. Arvillard (73021)                    | 10. Attignat-Oncin (73022)              | 11. Avressieux (73025)              | 12. Ayn (73027)                            |
| 13. Barberaz (73029)                    | 14. Barby (73030)                       | 15. Bassens (73031)                 | 16. Bellecombe-en-Bauges (73036)           |
| 17. Belmont-Tramonet (73039)            | 18. Betton-Bettonet (73041)             | 19. Billième (73042)                | 20. Bourdeau (73050)                       |
| 21. Bourget-en-Huile (73052)            | 22. Bourgneuf (73053)                   | 23. Brison-Saint-Innocent (73059)   | 24. Cessens (73062)                        |
| 25. Challes-les-Eaux (73064)            | 26. Chambéry (73065)                    | 27. Chamousset (73068)              | 28. Chamoux-sur-Gelon (73069)              |
| 29. Champ-Laurent (73072)               | 30. Champagneux (73070)                 | 31. Chanaz (73073)                  | 32. Chignin (73084)                        |
| 33. Chindrieux (73085)                  | 34. Châteauneuf (73079)                 | 35. Cognin (73087)                  | 36. Coise-Saint-Jean-Pied-Gauthier (73089) |
| 37. Conjux (73091)                      | 38. Corbel (73092)                      | 39. Cruet (73096)                   | 40. Curienne (73097)                       |
| 41. Domessin (73100)                    | 42. Doucy-en-Bauges (73101)             | 43. Drumettaz-Clarafond (73103)     | 44. Dullin (73104)                         |
| 45. Détrier (73099)                     | 46. Entremont-le-Vieux (73107)          | 47. Francin (73118)                 | 48. Fréterive (73120)                      |
| 49. Gerbaix (73122)                     | 50. Gresin (73127)                      | 51. Grésy-sur-Aix (73128)           | 52. Hauteville (73133)                     |
| 53. Jacob-Bellecombette (73137)         | 54. Jarsy (73139)                       | 55. Jongieux (73140)                | 56. La Balme (73028)                       |
| 57. La Bauche (73033)                   | 58. La Biolle (73043)                   | 59. La Bridoire (73058)             | 60. La Chapelle-Blanche (73075)            |
| 61. La Chapelle-Saint-Martin (73078)    | 62. La Chapelle-du-Mont-du-Chat (73076) | 63. La Chavanne (73082)             | 64. La Compôte (73090)                     |
| 65. La Croix-de-la-Rochette (73095)     | 66. La Motte-Servolex (73179)           | 67. La Motte-en-Bauges (73178)      | 68. La Ravoire (73213)                     |
| 69. La Rochette (73215)                 | 70. La Table (73289)                    | 71. La Thuile (73294)               | 72. La Trinité (73302)                     |
| 73. Laissaud (73141)                    | 74. Le Bourget-du-Lac (73051)           | 75. Le Châtelard (73081)            | 76. Le Noyer (73192)                       |
| 77. Le Pont-de-Beauvoisin (73204)       | 78. Le Pontet (73205)                   | 79. Le Verneil (73311)              | 80. Les Déserts (73098)                    |
| 81. Les Marches (73151)                 | 82. Les Mollettes (73159)               | 83. Les Échelles (73105)            | 84. Lescheraines (73146)                   |
| 85. Loisieux (73147)                    | 86. Lucey (73149)                       | 87. Lépin-le-Lac (73145)            | 88. Marcieux (73152)                       |
| 89. Meyrieux-Trouet (73156)             | 90. Mognard (73158)                     | 91. Montagnole (73160)              | 92. Montcel (73164)                        |
| 93. Montendry (73166)                   | 94. Montmélian (73171)                  | 95. Motz (73180)                    | 96. Mouxy (73182)                          |
| 97. Myans (73183)                       | 98. Méry (73155)                        | 99. Nances (73184)                  | 100. Novalaise (73191)                     |
| 101. Ontex (73193)                      | 102. Planaise (73200)                   | 103. Presle (73207)                 | 104. Pugny-Chatenod (73208)                |
| 105. Puygros (73210)                    | 106. Rochefort (73214)                  | 107. Rotherens (73217)              | 108. Ruffieux (73218)                      |
| 109. Saint-Alban-Leysse (73222)         | 110. Saint-Alban-de-Montbel (73219)     | 111. Saint-Baldoph (73225)          | 112. Saint-Béron (73226)                   |
| 113. Saint-Cassin (73228)               | 114. Saint-Christophe (73229)           | 115. Saint-Franc (73233)            | 116. Saint-François-de-Sales (73234)       |
| 117. Saint-Genix-sur-Guiers (73236)     | 118. Saint-Germain-la-Chambotte (73238) | 119. Saint-Girod (73239)            | 120. Saint-Jean-d'Arvey (73243)            |
| 121. Saint-Jean-de-Chevelu (73245)      | 122. Saint-Jean-de-Couz (73246)         | 123. Saint-Jean-de-la-Porte (73247) | 124. Saint-Jeoire-Prieuré (73249)          |
| 125. Saint-Maurice-de-Rotherens (73260) | 126. Saint-Offenge-Dessous (73263)      | 127. Saint-Offenge-Dessus (73264)   | 128. Saint-Ours (73265)                    |
| 129. Saint-Paul (73269)                 | 130. Saint-Pierre-d'Albigny (73270)     | 131. Saint-Pierre-d'Alvey (73271)   | 132. Saint-Pierre-d'Entremont (73274)      |
| 133. Saint-Pierre-de-Curtille (73273)   | 134. Saint-Pierre-de-Genebroz (73275)   | 135. Saint-Pierre-de-Soucy (73276)  | 136. Saint-Sulpice (73281)                 |
| 137. Saint-Thibaud-de-Couz (73282)      | 138. Sainte-Hélène-du-Lac (73240)       | 139. Sainte-Marie-d'Alvey (73254)   | 140. Sainte-Reine (73277)                  |
| 141. Serrières-en-Chautagne (73286)     | 142. Sonnaz (73288)                     | 143. Thoiry (73293)                 | 144. Traize (73299)                        |
| 145. Tresserve (73300)                  | 146. Trévignin (73301)                  | 147. Verel-Pragondran (73310)       | 148. Verel-de-Montbel (73309)              |
| 149. Verthemex (73313)                  | 150. Villard-Léger (73315)              | 151. Villard-Sallet (73316)         | 152. Villard-d'Héry (73314)                |
| 153. Villaroux (73324)                  | 154. Vimines (73326)                    | 155. Vions (73327)                  | 156. Viviers-du-Lac (73328)                |
| 157. Voglans (73329)                    | 158. Yenne (73330)                      | 159. École (73106)                  | 160. Épersy (73108)                        |
| 161. Étable (73111)                     |                                         |                                     |                                            |